# Quyền được chết
Quyền được chết (tiếng Anh: right to die) là một thuật ngữ pháp lý dùng để chỉ về việc lựa chọn của con người cụ thể để tìm đến cái chết một cách tự nguyện nhằm giải thoái khỏi đau khổ, bệnh tật hoặc các lý do khác. Ở góc độ hẹp hơn, quyền được chết là một hành vi chọn cái chết của người đã thành niên đang phải chịu sự đau đớn về thể chất hoặc tinh thần kéo dài và không thể chịu đựng được sau một tai nạn hay một bệnh lý không thể cứu chữa, rơi vào tình huống y tế không lối thoát. An tử đề cập đến việc thực hành chấm dứt sinh mạng một con người với mục đích làm giảm thời gian chịu đau đớn và đau khổ về mặt thể lý cho người bệnh. The British House of Lords Select Committee on Medical Ethics (Ủy ban đặc biệt của Thượng Nghị viện Anh về Đạo đức y học) định nghĩa về an tử là "một sự can thiệp cố ý được thực hiện với ý định rõ ràng về sự kết thúc một cuộc sống, để xoa dịu sự đau đớn khó chữa." Do những tranh cãi gay gắt về đạo đức và lo ngại những hệ lụy xấu do việc trợ tử gây ra, tính đến năm 2015, trong tổng số 221 nước và vùng lãnh thổ trên thế giới, chỉ có 3 nước cho phép trợ tử bệnh nhân là Bỉ, Luxembourg, Hà Lan.. Mới nhất là Cuba đã thông qua Luật an tử.

## Tổng quan
Quyền được chết ban đầu xuất hiện gắn liền với khái niệm cái chết êm dịu. Từ này bắt nguồn từ tiếng Hy Lạp là euthanatos. Trong đó, eu là tốt và Thanatos là chết. Biểu hiện ban đầu của cái chết êm ả chính là trợ tử, xuất hiện đầu tiên trong lời thề Hippocrates và sau đó bắt đầu xuất hiện rộng rãi hơn vào thế kỷ XVII, nhằm khuyến khích các bác sĩ quan tâm đến sự đau đớn của người bệnh và giúp đỡ người sắp chết thoát khỏi thế giới này một cách nhẹ nhàng và dễ dàng hơn.
Quyền được chết đang là một khái niệm được bàn cãi. Về tổng quan, các quyền của con người – nhân quyền như quyền được sống, quyền tự do, quyền chính trị pháp lý... được quy định trong Hiến pháp nhiều nước, còn quyền nhân thân đối với những con người cụ thể được quy định trong Luật dân sự, còn các quyền công dân khác được quy định trong các văn bản quy phạm pháp luật chuyên ngành. Trên thế giới chưa có văn bản pháp luật nào cũng như chưa có quốc gia nào công nhận "quyền được chết" mà chỉ có một số văn bản pháp luật ở một vài quốc gia cho phép sử dụng an tử trong một vài trường hợp nhất định.
Quyền được chết được nhắc tới từ lâu nhưng hiện tại, chỉ có một số ít nước hợp pháp hóa nó với tư cách là quyền lựa chọn của bệnh nhân. Nếu chưa được công nhận về mặt pháp luật, một người thực hiện hành vi nhằm hiện thực hóa quyền được chết (trợ giúp tự tử, thực hiện trực tiếp đưa bệnh nhân chết... sẽ bị quy vào một số tội: giết người, giúp người khác tự sát, không cứu giúp người bị nạn...
Một số ý kiến cho rằng việc kết thúc nhanh sự sống rõ ràng là một cách để làm giảm sự đau khổ của người bệnh, tránh đau khổ cho bệnh nhân bằng cách rút ngắn cuộc sống một cách có chủ đích. Một số ý kiến khác cho rằng việc bảo vệ mạng sống và làm giảm đau khổ là nhiệm vụ chính của ngành y tế, khuyến khích tự sát là điều trái với y đức. Nhiều người phản đối vì cho rằng con người không có quyền can thiệp vào sự sống chết của người khác (trừ khi đó là tội phạm đã bị toà tuyên án tử hình). Mọi sự can thiệp hay giúp đỡ để người bệnh được chết đều phải bị coi là giết người.
Các nền luân lý đạo đức đều kịch liệt phản đối phương pháp này vì hành vi trợ giúp tự sát được coi là sự xem thường giá trị của sinh mệnh con người. Sinh mệnh con người do tạo hóa ban tặng thông qua cha mẹ, nếu không phạm tội thì chỉ có tạo hóa được quyền lấy đi sinh mạng con người chứ không phải bản thân hay bất kỳ một ai khác.
Do những tranh cãi gay gắt về đạo đức và lo ngại những hệ quả xấu do việc trợ tử gây ra, tính đến năm 2015, trong tổng số 221 nước trên thế giới, chỉ có 3 nước cho phép trợ tử bệnh nhân là Bỉ, Luxembourg, Hà Lan. Ngoài ra có Thụy Sĩ, Argentina, 5 bang ở Mỹ (Washington, Oregon, Vermont, New Mexico và Montana) cho phép bệnh nhân tự nguyện dừng điều trị để tự tìm cái chết nhưng cấm mọi người khác (kể cả người thân và bác sĩ) gợi ý, kê đơn hoặc cung cấp phương tiện cho họ tự sát (nếu cung cấp thì vẫn sẽ bị xử lý hình sự).
Năm 2014, tòa án tỉnh Quebec (Canada) từng cho phép trợ tử nhưng năm 2015, tòa án tối cao nước này đã bác bỏ phán quyết này do nó vi phạm Điều 7 Hiến chương về quyền và tự do và Điều 14 Luật hình sự, theo đó nghiêm cấm mọi hành vi tước đoạt sinh mạng người khác mà không có phán quyết của tòa án.

## Hậu quả pháp lý-xã hội
Việc chấp nhận quyền được chết sẽ dẫn tới nhiều hậu quả nghiêm trọng khó lường trước về pháp luật và xã hội, ví dụ như:
- Hậu quả về pháp luật:
  - Con cháu bệnh nhân sẽ thông đồng với bác sĩ để sửa bệnh án, hoặc cưỡng ép ông bà, cha mẹ bị bệnh ký vào giấy an tử nhằm thi hành "án tử" với ông bà, cha mẹ mình để trốn tránh nghĩa vụ chăm sóc, nuôi dưỡng hoặc để tranh giành tài sản. Trong trường hợp này, luật an tử lại là công cụ tiếp tay cho hành vi giết người có chủ đích, cổ súy hành vi và tư tưởng bất hiếu trong xã hội.
  - Một số trường hợp sẽ lợi dụng quyền được chết và những sơ hở của pháp luật để tiến hành giết người có chủ ý mà không sợ bị trừng phạt (ví dụ: dùng vũ lực hoặc tình trạng không tỉnh táo của bệnh nhân để ép họ ký vào giấy đề nghị an tử).
  - Quyền được chết phải do bệnh nhân tự lựa chọn. Nhưng trong hoàn cảnh họ đang bị bệnh tật dày vò, không thể đảm bảo trí óc của họ là hoàn toàn minh mẫn để tự đưa ra quyết định.
  - Một số người bệnh sẽ tự chọn cái chết (dù bệnh có thể chữa khỏi) để trốn tránh những khoản nợ hoặc để gian lận bảo hiểm.
  - Một số bác sĩ thiếu y đức sẽ dùng quyền được chết để "loại bỏ" những bệnh nhân không có tiền chi trả viện phí hoặc những bệnh nhân từng có thù oán với họ. Ngược lại, nhiều bác sĩ sẽ không bao giờ dám trợ tử bệnh nhân vì lương tâm nghề nghiệp hoặc sợ bị người thân bệnh nhân trả thù.
  - Tại Hiến pháp các nước đa số đều quy định sinh mạng con người là bất khả xâm phạm, chỉ có thể tước đoạt cuộc sống của người khác thông qua việc tòa án tuyên án tử hình. Nếu thi hành quyền được chết sẽ là mâu thuẫn với hiến pháp (người này có thể tước đoạt sinh mạng người khác mà không cần tòa án xét xử).
- Hậu quả về y tế:
  - Nhiều trường hợp người bệnh có thể hồi phục một cách kỳ diệu ngoài dự đoán của y học (ví dụ như đột ngột tỉnh dậy sau nhiều năm hôn mê) hoặc bệnh đó sẽ được tìm ra cách chữa trong tương lai gần, nếu áp dụng quyền được chết thì bệnh nhân không còn cơ hội chữa trị sau này, đó sẽ là vô tình giết hại một mạng người.
  - Có những trường hợp bác sĩ chẩn đoán sai tình trạng bệnh, nếu áp dụng quyền được chết thì cũng sẽ là vô tình giết người.
  - Việc thi hành trợ tử sẽ dẫn tới nhiều bệnh nhân không còn tinh thần đấu tranh với bệnh tật, nhiều người sẽ chỉ muốn chết sau một vài nỗi đau đớn (dù cơ hội cứu chữa cho họ vẫn còn). Việc chữa trị do đó sẽ sụt giảm hiệu quả do tinh thần người bệnh bị buông xuôi.
  - Ngành điều dưỡng y tế có hẳn một bộ phận trợ giúp bệnh nhân giảm bớt đau đớn và có thêm hy vọng chiến thắng bệnh tật. Nếu cho phép áp dụng quyền được chết sẽ gây ra sự khó khăn và trì trệ trong lĩnh vực này.
- Hậu quả về đạo đức và xã hội:
  - Việc ký vào giấy an tử đối với người bệnh sẽ để lại di chứng tâm lý (day dứt, hối hận) đối với những người thân còn sống. Nếu những người thân của họ bất đồng về việc an tử người bệnh (người đồng ý, người không đồng ý) sẽ rất dễ dẫn tới sự rạn nứt tình cảm gia đình, căm hận, thậm chí trả thù lẫn nhau sau này.
  - Người trực tiếp tiến hành an tử cho bệnh nhân sẽ phải gánh chịu nhiều di chứng tâm lý, vì hành động của họ luôn là sự tước đoạt sinh mạng một con người (dù rằng người đó có thể không sống được bao lâu nữa). Nếu có người thân bệnh nhân không đồng ý việc trợ tử, người tiến hành an tử rất có thể sẽ bị trở thành mục tiêu trả thù.
  - Việc cho phép trợ tử có thể làm "bình thường hóa" suy nghĩ của xã hội về nạn tự sát (rằng ai cũng có thể chọn tự sát như một biện pháp giải quyết bế tắc cá nhân mà không cần có nghị lực vươn lên, không cần quan tâm đến nỗi đau của người thân), từ đó vô tình cổ súy nạn tự sát trong xã hội. Nhiều người dù không bị bệnh nan y nhưng chỉ cần cảm thấy bế tắc trong cuộc sống, tình cảm... đã vội đi tìm cách tự sát, khiến tỷ lệ tự sát trong xã hội tăng lên (điều này càng dễ xảy ra ở những nước nghèo có hệ thống an sinh xã hội kém).

Bác sĩ Huỳnh Văn Bình, chuyên ngành ung bướu Việt Nam, chia sẻ:
Y khoa là một ngành khoa học không chính xác tuyệt đối. Chẩn đoán thì không thể chính xác 100%, luôn có một tỉ lệ sai sót không mong muốn, tỉ lệ này cao hay thấp phù thuộc vào trình độ chuyên môn của từng bác sĩ, trang bị kỹ thuật của từng bệnh viện. Thế nên làm sao chúng ta có thể đoán chắc là bệnh nhân này đã hết cách cứu chữa. Và nếu thực hiện "quyền được chết" thì ta sẽ giết lầm một nhân mạng, mà nếu điều đó xảy ra thì thật khủng khiếp.
Có trường hợp một bệnh nhân ung thư gan vỡ, được mổ, sau đó tình trạng sốc rất nặng, tưởng đâu sẽ tử vong trong vòng 24 giờ. Gia đình muốn đem bệnh nhân về chết tại nhà. Nhưng vì trời đã tối nên chúng tôi khuyên để sang ngày mai. Và hôm sau bệnh nhân đã ổn định hơn, từ từ hồi phục, đến nay bệnh nhân đã sống và làm việc bình thường. Hoặc một nam bệnh nhân trẻ, chấn thương sọ não rất nặng, hôn mê sâu. Ai cũng nghĩ bệnh nhân này sẽ không sống qua 48 giờ, nhưng bệnh nhân này sau đó đã hồi phục và hiện nay đã đi du học nước ngoài... Thế đó, làm sao ta có thể đoán chắc "quyền được chết" được thực hiện đúng người.
Về mặt đạo đức của người bác sĩ, chúng tôi học y là để cứu người. Y đức luôn là trách nhiệm hàng đầu của chúng tôi. Giờ làm sao chúng tôi có thể can đảm làm việc kết thúc một sinh mạng.
Thẳng thắn mà nói, có những gia đình bệnh nhân muốn người nhà được chết, nhưng không phải chỉ vì họ muốn người bệnh đỡ đau đớn, mà còn vì toan tính cái lợi ích cho bản thân họ. Họ không muốn tinh thần mình bị tra tấn, họ không muốn phải tốn một chi phí chữa trị không đáng tốn. Vậy tại sao họ không tự đưa người thân về gia đình chăm sóc, rồi để người đó qua đời thì thôi? Tại sao họ không tự làm mà lại muốn những bác sĩ chúng tôi làm thay điều đó? Họ có thực sự muốn điều tốt cho người bệnh, hay họ chỉ đang muốn ruồng bỏ gánh nặng tinh thần và cả trách nhiệm khủng khiếp đó rồi trút hết cho bác sĩ chúng tôi?

### TrongPhật giáo
An tử thường bị phản đối trong mọi nền luân lý tôn giáo lớn, như Phật giáo; và điển hình là Công giáo Rôma phản đối mọi hình thức an tử.
Trong giới luật của Phật giáo, đức hiếu sinh luôn được đề cao, do vậy tự mình sát hại, bảo người khác sát hại, khen ngợi hay tán đồng sự sát hại đều phạm trọng tội. Hồi Đức Phật Thích Ca còn tại thế, khi Ngài đang ngụ tại Tỳ-xá-li (Vaiśāli), có một Tỳ kheo bị bệnh nặng, lâu ngày rồi mà điều trị không lành. Thầy Tỳ-kheo bệnh nói với người chăm sóc mình: "Thế thì phải làm sao? Tôi cũng chán ngán nỗi đớn đau này, không thể chịu đựng được nữa. Nếu thầy giết tôi thì tốt lắm". Tỳ-kheo nuôi bệnh đáp: "Thầy chỉ cầu được sống không muốn chết, chứ nếu muốn chết thì có thiếu gì cách để chết". Sau đó, Tỳ-kheo bị bệnh đã tự sát. Đức Phật Thích Ca biết được sự việc ấy, Ngài cho gọi thầy Tỳ-kheo chăm sóc người bệnh đến và quở trách: "Ông không từng nghe Như Lai dùng vô số phương tiện khen ngợi những người sống phạm hạnh, có thân từ ái, miệng từ ái, tâm từ ái, và khuyên cúng dường cung cấp cho họ những thứ cần thiết hay sao? Nay vì sao ông lại mở miệng ca ngợi sự chết? Điều đó là phi pháp, phi luật, không đúng lời ta dạy, không thể dùng việc này để nuôi lớn thiện pháp".
Luận điệu cổ vũ cho việc hợp pháp hoá tự tử là: việc tự nguyện đi tìm cái chết là một vấn đề do cá nhân tự chủ và tự quyết định. Nếu có một cá nhân nào muốn tìm cái chết như là một giải pháp hợp lý để chấm dứt đau đớn, nên cho phép họ làm điều đó, hay giúp họ làm điều đó để chấm dứt đau đớn. Đối với giáo pháp Phật giáo, cách suy nghĩ này là thiển cận và sai lầm. Chết không phải là chấm dứt, và đau khổ sẽ không chấm dứt sau khi chết, mà vẫn tiếp tục cho đến khi nào giải được tất cả Ác nghiệp, người bệnh dù tự sát vẫn phải tiếp tục chịu đau đớn trong kiếp sau chứ không thể nào trốn tránh được. Tự sát cũng là một loại Ác nghiệp, việc tự giết mình - hay giúp người khác tự sát - không thể giúp trả cho hết Ác nghiệp, mà chỉ sinh ra Ác nghiệp mới cho bản thân và xã hội mà thôi. Tự sát tạo Ác nghiệp cho mình, giúp tự sát tạo Ác nghiệp cho xã hội, Ác nghiệp cứ chất chồng thì sẽ đến ngày chính xã hội phải gặt lấy Ác quả: cha mẹ muốn ông bà bệnh tật phải tự sát để đỡ "gánh nặng", rồi đến đời con cháu cũng sẽ học theo mà làm vậy với cha mẹ, tất cả chỉ muốn đưa người thân bệnh tật vào cửa tử để đỡ tốn công chăm sóc. Dần dần qua vài thế hệ thì cả xã hội sẽ quên đi thế nào là đức hiếu sinh, đạo hiếu nghĩa mà Phật đã dạy.
Vì lẽ Nhân-Quả đó, Đức Phật dạy: Nếu một người bệnh đang chờ chết, nếu có một cơ hội nào để cho họ hoặc người thân có những ý nghĩ an lành và đạo đức, thì vẫn phải cố cho họ sống thêm dù chỉ thêm 5 phút, bởi 5 phút đó đủ để vãng sinh một vong linh và gieo thêm mầm Thiện nghiệp cho xã hội.

## Đặc điểm
- Quyền được chết được hiểu là phải bao hàm sự tự nguyện gồm tự nguyện được thực hiện cái chết êm ả khi còn tỉnh táo, có thể biểu lộ ý chí cá nhân của mình hoặc tự nguyện chỉ định người đại diện cho mình trong trường hợp lúc rơi vào giai đoạn không ý thức, không biểu lộ được ý chí. Người này sẽ có quyền quyết định mọi vấn đề liên quan đến việc chữa bệnh của bệnh nhân.
- Chủ thể có quyền này đa phần cần là người đã thành niên và đang chịu sự đau đớn kéo dài do bệnh tật hoặc tai nạn, mục đích của quyền được chết là giúp người bệnh được kết thúc cuộc sống một cách nhanh nhất theo mong muốn.
- Quyền này có thể được thực hiện thông quá chính người đó hoặc người đại diện.

Cách thức thực hiện trong y học gồm:
- Cách chủ động: Bác sĩ trực tiếp gây tử vong theo yêu cầu của bệnh nhân (tiêm thuốc...)
- Cách bị động: Không điều trị, theo đó bác sĩ ngưng mọi biện pháp kéo dài sự sống đối với bệnh nhân (rút ống dẫn, rút bình oxy...).
- Chết dưới sự trợ giúp của bác sĩ: Bác sĩ chỉ cho cách để chết và đó chỉ là sự tư vấn, người bệnh tự rút ống dẫn... Bác sĩ không trực tiếp thực hiện hành vi mà chỉ là trợ giúp.

## Trên thế giới
An tử và tự tử được hỗ trợ về mặt y tế (trợ tử) đã bị hầu hết các tôn giáo phản đối. Điều này gây ra tranh cãi lớn trên khắp thế giới, nơi chỉ một số quốc gia cho phép thực hành này và một số coi nó là tội giết người. Thụy Sĩ, Hà Lan, Luxembourg, Canada, Úc, Tây Ban Nha, Đức, New Zealand và một số tiểu bang ở Mỹ cũng cho phép an tử. Giáo hội Công giáo La Mã Cuba chưa đưa ra bình luận về quyết định của quốc hội Cuba thông qua luật an tử. Tính tới năm 2015, trong tổng số 221 quốc gia và vùng lãnh thổ, có 3 quốc gia chấp nhận việc trợ giúp tự tử là Bỉ, Luxembourg, Hà Lan.

### Châu Âu
Tại Hà Lan, việc hợp pháp hóa việc tự tử với sự trợ giúp của bác sĩ, và đến năm 2002 chính thức cho phép an tử. Cũng trong năm 2002, Bỉ cho phép việc tự tử được bác sĩ trợ giúp. Tại Áo, một tỉnh ở nước này đã thông qua Luật an tử năm 1995 cho đến khi Quốc hội Áo quyết định bãi bỏ luật này năm 1997, tại Anh, mặc dù cấm an tử nhưng thái độ đối với các bác sĩ trợ giúp an tử trong một số trường hợp cũng không quá gay gắt.
Tại Ý, từng diễn tra tranh cãi cay gắt về quyền được chết, sau vụ việc cô Eluana Englaro qua đời do bệnh viện rút ống cung cấp thức ăn khỏi người cô. Englaro đã sống thực vật từ năm 1992 sau một tai nạn giao thông. Tuy vậy Tòa thánh Vatican đã phản ứng gay gắt. Ý là nước không cho phép cái chết êm ái, bệnh nhân được quyền từ chối chữa trị nhưng không được quyền hướng dẫn trước cách thức chữa trị mà họ mong muốn trong trường hợp họ rơi vào hôn mê.

### Châu Mỹ
Tại Hoa Kỳ, Mỹ từng tranh cãi xung quanh quyền được chết của một phụ nữ là cô Terri Schiavo một người sống thực vật từ năm 1990, gia đình họ yêu cầu toà án cho phép nối lại ống truyền dinh dưỡng cho cô sau khi ống được tháo ra theo yêu cầu của người chồng. Vụ việc biến thành cuộc chiến giữa toà án và các chính trị gia, cả Quốc hội và Tổng thống. Ở bang Florida cũng có tranh cãi liên quan đến quyền được chết. Pháp luật ở Mỹ nhìn chung cấm an tử, nhưng bang Oregon đã cho phép tự tử được bác sĩ hỗ trợ vào năm 1994 và Tòa tối cao Oregon tán thành luật này năm 1997. Bang Texas cũng cho phép cái chết êm ái vào năm 1999.
Tại Argentina, Thượng viện Argentina đã thông qua đạo luật cái chết êm ái (Luật chết êm ái). Tức là những người bị bệnh nan y có quyền kiểm soát cái chết của mình, có quyền từ chối điều trị. Trước đó, phương pháp giúp người mắc bệnh nan y chết một cách nhẹ nhàng vốn bất hợp pháp ở đa số các vùng trên khắp Argentina. Tuy nhiên, luật nước này chỉ công nhận việc chấm dứt điều trị nếu do chính người bệnh đề nghị và cái chết sẽ đến với người bệnh một cách tự nhiên do chính căn bệnh đó, còn lại bất kỳ hành vi tác động nhân tạo nào khác (bác sĩ hoặc người thân chấm dứt điều trị mà không có sự đồng ý của người bệnh, trợ giúp người bệnh tự tử, tiêm thuốc để giúp người bệnh chết, gợi ý cách tự tử cho người bệnh...) đều bị xử lý hình sự.
Ở châu Mỹ thì Cuba đã trở thành quốc gia thứ hai ở Mỹ Latinh và Caribe cấp phép cho hình thức an tử, sau Colombia. Quốc hội Cuba đã thông qua biện pháp này như một phần của luật cập nhật khung pháp lý quốc gia cho hệ thống chăm sóc sức khỏe toàn dân và miễn phí. 
Dự thảo cuối cùng của đạo luật An tử nêu rõ: "Quyền được chết một cách được tôn trọng của con người được công nhận trong các quyết định cuối đời, có thể bao gồm việc hạn chế nỗ lực điều trị, chăm sóc liên tục hoặc [hình thức điều trị] giảm đau, và các thủ tục hợp lệ để kết thúc cuộc sống". Tại Viện Ung thư và Sinh học phóng xạ ở thủ đô Havana, trung tâm ung thư hàng đầu của Cuba thì Tiến sĩ Alberto Roque, thạc sĩ về đạo đức sinh học, hoan nghênh biện pháp này và cho biết nó đã thiết lập "khuôn khổ pháp lý cho cái chết êm dịu trong tương lai dưới bất kỳ hình thức nào". Các phương tiện truyền thông nhà nước Cuba hầu như không đề cập việc chính phủ sẽ phê duyệt phương pháp này và không có cuộc tranh luận công khai nào. Tiến sĩ Roque nói rằng điều đó sẽ thay đổi khi các quy định được ban hành.

### Châu Á
Ở Trung Quốc, trong một kỳ họp Quốc hội Trung Quốc nhận được một thư điện tử của cô Lý Dương, cô này bị ung thư thần kinh vận động từ khi mới đẻ, cô đã mất khả năng vận động toàn thân và không thể thực hiện bất cứ một chức năng cơ bản nào của cơ thể mà không có sự trợ giúp. Hiện cô chỉ còn lúc lắc, gật được đầu và cử động được một số ngón tay. bức thư này gửi tới đề nghị các nhà làm luật đưa ra dự luật về an tử.
Tại Hàn Quốc, Tòa án Tối cao Hàn Quốc đã yêu cầu các bác sĩ gỡ bỏ thiết bị hỗ trợ cuộc sống cho một phụ nữ bị hôn mê sâu ở nước này, đây là trường hợp đầu tiên tòa án cho phép việc dừng điều trị cho bệnh nhân. Tuy nhiên đây chỉ là trường hợp cá biệt, quyền được chết không được pháp luật nước này công nhận và mọi hành động giúp tự tử đều bị coi là sát nhân.

### Việt Nam
Tại Việt Nam, quyền được chết không được pháp luật nước này quy định, tuy nhiên trong quá trình xây dựng luật vẫn có những ý kiến đề nghị thể chế hóa quyền này vào luật. Vào năm 2004, Quốc hội Việt Nam đã có một buổi thảo luận về Bộ luật Dân sự (sửa đổi). Nhiều ý kiến đề xuất đưa những vấn đề mới nảy sinh trong xã hội như: quyền được chết, hiến nội tạng, xác định lại giới tính, mang thai hộ vào trong luật. PGS. TS. Phùng Trung Tập cho rằng: "Câu hỏi được đặt ra bao trùm toàn bộ những quan niệm về sự sống và chết của cá nhân. Trước hết, nhân loại tồn tại có ý nghĩa là sự sống và mỗi người sinh ra đều có quyền sống, quyền mưu cầu hạnh phúc trong sự phát triển của xã hội. Pháp luật không nên quy định cho cá nhân một loại quyền được chết hay quyền được lựa chọn cách chết hay phương thức chết! Theo tôi, mọi cái chết chứa đựng tính cưỡng bức hay có chủ tâm đều là những cái chết không bình thường và bất thường. Vì hệ quả của những cái chết như vậy thường kéo theo nhiều vấn đề mang tính không tích cực và còn ảnh hưởng đến tâm lý của những người khác. Con người là thực thể của tự nhiên, cho nên sự sống và cái chết hãy để chúng diễn ra một cách tự nhiên (vấn đề phòng bệnh, chữa bệnh luôn luôn được coi trọng)."
Điều 19 của Hiến pháp năm 2013 quy định: "Mọi người có quyền sống. Tính mạng con người được pháp luật bảo hộ. Không ai bị tước đoạt tính mạng trái luật". Ngoài ra, không có bất cứ quy định nào về "quyền được chết". Ngoài ra, Việt Nam đã gia nhập Công ước Quốc tế về các Quyền dân sự và chính trị từ ngày 24/9/1982, Khoản 1 điều 6 Công ước ghi rằng "mọi người đều có quyền cố hữu là được sống. Quyền này phải được pháp luật bảo vệ. Không ai có thể bị tước mạng sống một cách tuỳ tiện". Theo pháp luật Việt Nam, chỉ có thể tước đoạt cuộc sống của người khác thông qua việc tòa án xét xử và cho thi hành án phạt tử hình. Việc đưa quyền được chết vào Bộ luật Dân sự (hoặc bất cứ luật nào khác) đều là sự vi phạm Hiến pháp khá rõ ràng. Mặt khác, Điều 101 Bộ luật hình sự 2009 cũng quy định "Tội xúi giục hoặc giúp người khác tự sát", việc đưa ra quyền được chết cũng sẽ là vi phạm quy định tại Bộ luật hình sự.